# راپلی
راپلی (به انگلیسی: Ropley) یک روستا و محله مدنی در بریتانیا است که در East Hampshire واقع شده‌است. راپلی ۱٬۵۲۶ نفر جمعیت دارد.